# Classe Ivan Papanine
 (décembre 2018).
Si vous disposez d'ouvrages ou d'articles de référence ou si vous connaissez des sites web de qualité traitant du thème abordé ici, merci de compléter l'article en donnant les références utiles à sa vérifiabilité et en les liant à la section « Notes et références ».

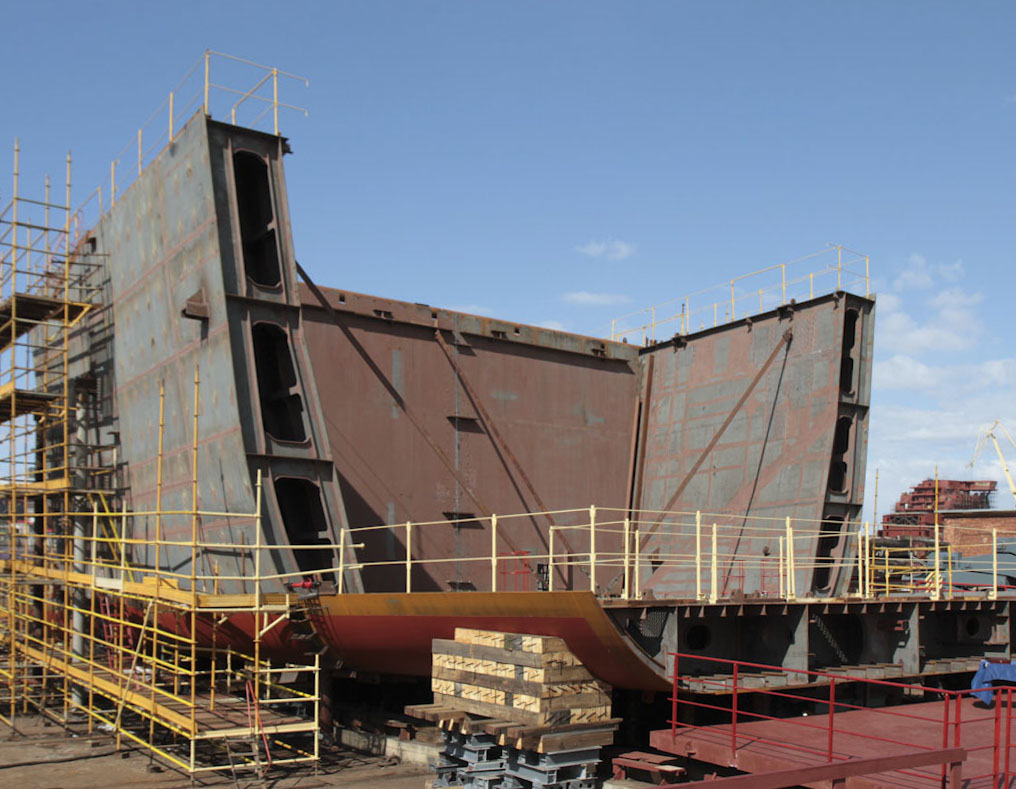
Navire tête de classe en construction

La Classe Ivan Papanine (ou Project 23550) est une classe de patrouilleur brise-glace de marine côtière  des Garde-côtes de Russie dont la construction a commencé en 2017.

## Navires
- Ivan Papanine - nommé d'après Ivan Papanine, construction commencée en 2017 et achèvement prévu en 2020.
- Nikolaï Zoubov - nommé d'après Nikolaï Nikolaïevitch Zoubov et achèvement prévu en 2020.